# NBA Coach of the Year Award
Der NBA Coach of the Year Award (Red-Auerbach-Trophäe) wird seit der Saison 1962/63 an den besten Trainer der nordamerikanischen Basketballliga NBA vergeben. Seit 2002/03 wird der Gewinner mit einer Wahl am Ende der regulären Spielzeit jeder NBA-Saison ermittelt. Stimmberechtigt ist eine Auswahl von 100 US-amerikanischen und kanadischen Sportjournalisten. Jeder Stimmberechtigte vergibt eine Stimme für den ersten, zweiten und dritten Trainer seiner Wahl. Die Erststimme wird mit fünf Punkten bewertet, die Zweitstimme mit drei Punkten und die Drittstimme mit einem Punkt. Der Trainer mit der höchsten absoluten Punktzahl erhält die Auszeichnung als Trainer des Jahres. Rekordsieger sind aktuell Don Nelson, Pat Riley und Gregg Popovich mit jeweils drei Auszeichnungen (Stand: Saisonende 2024/25).

## Gewinner
(x) – Die Zahl in der Klammer gibt an, wie oft derjenige Trainer den Award zum jeweiligen Zeitpunkt schon gewonnen hat.
 – Mitglied der Naismith Memorial Basketball Hall of Fame als Coach (*)
| Saison  | Gewinner               | Team                    |
| ------- | ---------------------- | ----------------------- |
| 1962/63 | Harry Gallatin         | St. Louis Hawks         |
| 1963/64 | Alex Hannum*           | San Francisco Warriors  |
| 1964/65 | Red Auerbach*          | Boston Celtics          |
| 1965/66 | Dolph Schayes          | Philadelphia 76ers      |
| 1966/67 | Johnny Kerr            | Chicago Bulls           |
| 1967/68 | Richie Guerin          | St. Louis Hawks         |
| 1968/69 | Gene Shue              | Baltimore Bullets       |
| 1969/70 | Red Holzman*           | New York Knicks         |
| 1970/71 | Dick Motta             | Chicago Bulls           |
| 1971/72 | Bill Sharman*          | Los Angeles Lakers      |
| 1972/73 | Tom Heinsohn*          | Boston Celtics          |
| 1973/74 | Ray Scott              | Detroit Pistons         |
| 1974/75 | Phil Johnson           | Kansas City-Omaha Kings |
| 1975/76 | Bill Fitch*            | Cleveland Cavaliers     |
| 1976/77 | Tom Nissalke           | Houston Rockets         |
| 1977/78 | Hubie Brown            | Atlanta Hawks           |
| 1978/79 | Cotton Fitzsimmons     | Kansas City Kings       |
| 1979/80 | Bill Fitch* (2)        | Boston Celtics          |
| 1980/81 | Jack McKinney          | Indiana Pacers          |
| 1981/82 | Gene Shue (2)          | Washington Bullets      |
| 1982/83 | Don Nelson*            | Milwaukee Bucks         |
| 1983/84 | Frank Layden           | Utah Jazz               |
| 1984/85 | Don Nelson* (2)        | Milwaukee Bucks         |
| 1985/86 | Mike Fratello          | Atlanta Hawks           |
| 1986/87 | Mike Schuler           | Portland Trail Blazers  |
| 1987/88 | Doug Moe               | Denver Nuggets          |
| 1988/89 | Cotton Fitzsimmons (2) | Phoenix Suns            |
| 1989/90 | Pat Riley*             | Los Angeles Lakers      |
| 1990/91 | Don Chaney             | Houston Rockets         |
| 1991/92 | Don Nelson* (3)        | Golden State Warriors   |
| 1992/93 | Pat Riley* (2)         | New York Knicks         |
| 1993/94 | Lenny Wilkens*         | Atlanta Hawks           |

| Saison  | Gewinner             | Team                   |
| ------- | -------------------- | ---------------------- |
| 1994/95 | Del Harris           | Los Angeles Lakers     |
| 1995/96 | Phil Jackson*        | Chicago Bulls          |
| 1996/97 | Pat Riley* (3)       | Miami Heat             |
| 1997/98 | Larry Bird           | Indiana Pacers         |
| 1998/99 | Mike Dunleavy        | Portland Trail Blazers |
| 1999/00 | Doc Rivers           | Orlando Magic          |
| 2000/01 | Larry Brown*         | Philadelphia 76ers     |
| 2001/02 | Rick Carlisle        | Detroit Pistons        |
| 2002/03 | Gregg Popovich*      | San Antonio Spurs      |
| 2003/04 | Hubie Brown          | Memphis Grizzlies      |
| 2004/05 | Mike D’Antoni        | Phoenix Suns           |
| 2005/06 | Avery Johnson        | Dallas Mavericks       |
| 2006/07 | Sam Mitchell         | Toronto Raptors        |
| 2007/08 | Byron Scott          | New Orleans Hornets    |
| 2008/09 | Mike Brown           | Cleveland Cavaliers    |
| 2009/10 | Scott Brooks         | Oklahoma City Thunder  |
| 2010/11 | Tom Thibodeau        | Chicago Bulls          |
| 2011/12 | Gregg Popovich* (2)  | San Antonio Spurs      |
| 2012/13 | George Karl*         | Denver Nuggets         |
| 2013/14 | Gregg Popovich* (3)  | San Antonio Spurs      |
| 2014/15 | Mike Budenholzer     | Atlanta Hawks          |
| 2015/16 | Steve Kerr           | Golden State Warriors  |
| 2016/17 | Mike D’Antoni (2)    | Houston Rockets        |
| 2017/18 | Dwane Casey          | Toronto Raptors        |
| 2018/19 | Mike Budenholzer (2) | Milwaukee Bucks        |
| 2019/20 | Nick Nurse           | Toronto Raptors        |
| 2020/21 | Tom Thibodeau (2)    | New York Knicks        |
| 2021/22 | Monty Williams       | Phoenix Suns           |
| 2022/23 | Mike Brown (2)       | Sacramento Kings       |
| 2023/24 | Mark Daigneault      | Oklahoma City Thunder  |
| 2024/25 | Kenny Atkinson       | Cleveland Cavaliers    |

## Mehrfache Gewinner
| Rang | Coach              | Team                                                          | Awards | Jahre            |
| ---- | ------------------ | ------------------------------------------------------------- | ------ | ---------------- |
| 1    | Don Nelson         | Milwaukee Bucks (2) / Golden State Warriors (1)               | 3      | 1983, 1985, 1992 |
| 1    | Pat Riley          | Los Angeles Lakers (1) / New York Knicks (1) / Miami Heat (1) | 3      | 1990, 1993, 1997 |
| 1    | Gregg Popovich     | San Antonio Spurs                                             | 3      | 2003, 2012, 2014 |
| 4    | Gene Shue          | Baltimore Bullets (1) / Washington Bullets (1)                | 2      | 1969, 1982       |
| 4    | Bill Fitch         | Cleveland Cavaliers (1) / Boston Celtics (1)                  | 2      | 1976, 1980       |
| 4    | Hubie Brown        | Atlanta Hawks (1) / Memphis Grizzlies (1)                     | 2      | 1978, 2004       |
| 4    | Cotton Fitzsimmons | Kansas City Kings (1) / Phoenix Suns (1)                      | 2      | 1979, 1989       |
| 4    | Mike D’Antoni      | Phoenix Suns (1) / Houston Rockets (1)                        | 2      | 2005, 2017       |
| 4    | Mike Budenholzer   | Atlanta Hawks (1) / Milwaukee Bucks (1)                       | 2      | 2015, 2019       |
| 4    | Tom Thibodeau      | Chicago Bulls (1) / New York Knicks (1)                       | 2      | 2011, 2021       |
| 4    | Mike Brown         | Cleveland Cavaliers (1) / Sacramento Kings (1)                | 2      | 2009, 2023       |